# Amiga 1200

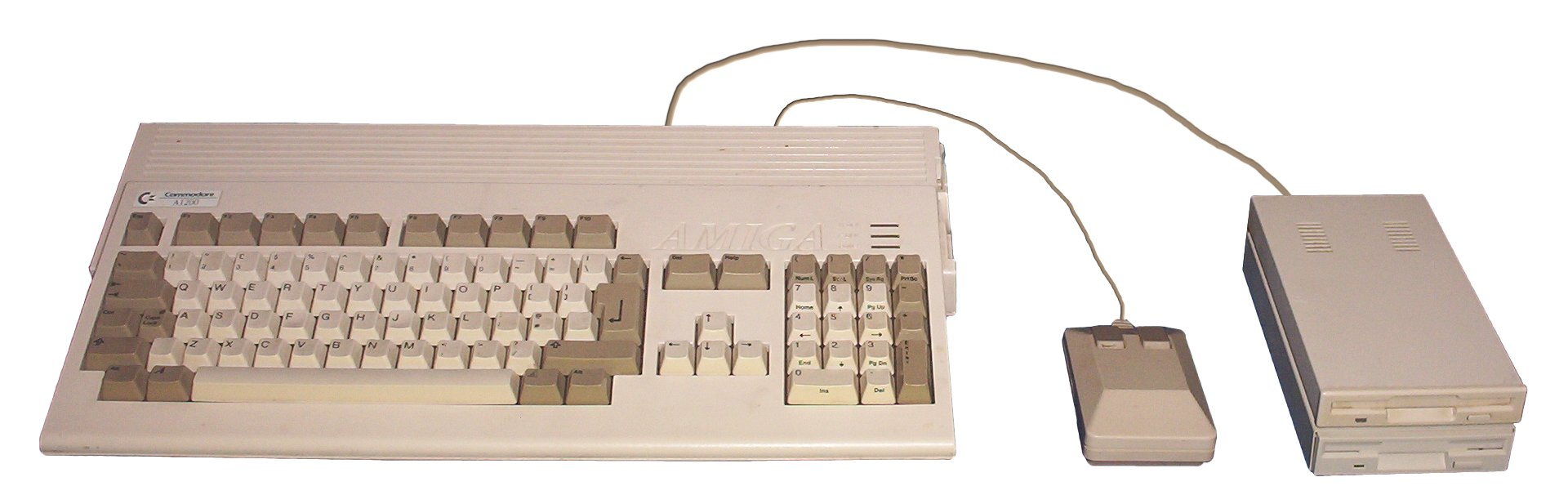
マウス・フロッピーディスクドライブ付きAmiga 1200

Amiga 1200（アミーガセンニヒャク）は1992年にコモドールから発売されたパーソナルコンピュータである。
AmigaDOS3.0と呼ばれるOSを採用している。また、デスクトップ環境はWorkbench3.0と呼ばれるものである。CPUにモトローラ68EC020を採用した32ビットマシンである。

## ハードウェア
Amiga 1200にはAmiga 4000と全く同じカスタムチップセットであるAGA(Advanced Graphic Architecture)が搭載されている。これが当時既に時代遅れの感があるモトローラ68EC020を補助し、040搭載のMacintoshとほぼ遜色のない操作感を与えている。
なお、AGAの3つのカスタムチップ(Alice、Lisa、Paula)の中で音声関係を司るPaulaだけは古来からのOCS、ECS搭載のPaulaと全く同じ物である。コモドール社はCD-ROM事業展開を計画していて、半導体で音を操る事に限界を感じていた事と、もう一つはDSPが隆盛になると予測していたようで、デフォルトでの音声関係のアップグレードは敢えてしなかった。ただし、Amiga 1200専用のCD-ROM、CD1200はコモドールの倒産により結局日の目を見ることは無かった。
本体はAmiga 500譲りのオールインワンタイプで、Amiga 500よりさらにスリム化されている。拡張用スロットは本体下部にあり、また、本体左側にJEIDA4.1 / PCMCIA2.0スロットも用意された。また、Amiga 500と違い、本体内にハードディスクを搭載可能で、当時としては若干割高な2.5inchIDEドライヴを載せる事が出来る。この辺は当時出荷されだしたラップトップ型のパソコン用パーツの流用で、これにより本体デザインのスリム化を図っている。
本体右側にある3.5インチ型フロッピードライヴはAMIGA 1000以来のISO規格の2DDを独自に拡張した880KBフォーマットであり、IBMスタイルの720KBフォーマットを読み書きする互換性はAMIGA側だけで確保された。当時既にデファクトスタンダードであった2HDフロッピーもその後（またAMIGA独自規格に拡張された上で）採用されたがデフォルトでは搭載されていない。
デフォルトの搭載RAMは2Mbである。これはChip RAMと呼ばれており、当時のパソコンのRAMの標準搭載量としても決して多いものではない。なお、デフォルトではFast RAMと呼ばれるRAMを8Mbまで追加することが可能であった。この場合、本体搭載のChip RAMはAGA専用となり、CPUは追加されたFast RAMにアクセスし、使用メモリ領域がかち合わないような設計が成されている。
当時のほとんどのパーソナルコンピューターと同じくシリアルポート、パラレルポート、ジョイスティックポート、外部フロッピードライヴポートなどを備えていた。たとえばシリアルポートは汎用のPC用モデムをつなぐことができ、パラレルポートにはドライバの用意されたいくつかの汎用プリンターを接続でき、ジョイスティックポートには純正以外にSEGAメガドライブのパッドが転用が可能で、外部フロッピーにはIBM-PCとの互換性のある5インチドライブさえ用意されていたが、ANSIやISOなどの標準化団体の制定する互換性は厳密に適用されていたとは言えない。
なお、故障率はAmiga 4000より低い優秀なハードウェア、との評もある。

## 問題点
Amiga 1200はコモドール社のヒット商品、Amiga 500を置き換える商品、として発売された。1987年発表のAmiga 500はその機能と価格でホビイストやパソコン初心者に絶大な支持を受けたが、発表から3年程経った頃にはWindows機やMacintoshの画像処理能力が飛躍的に上昇し、もはやアドバンテージを保てる程とは行かなくなった。事実、エントリーレベルのモデルとして1990年くらいまではAmiga 500は知名度が高かったが、1990年を境としてアメリカではその名を聞くことが殆ど無くなってしまう。結果として、当時有名であったワープロソフトWordPerfect等も結局Amiga市場から撤退してしまう。
そこで、コモドール社はAmiga 1200をAmiga 500のようなホビイスト向けのゲーム用途の製品として企画・発表するが、事態はあまり好転しなかった。
第一にその時点ではAGAの機能をフルに使ったゲームが丸っきり揃わなかった事が挙げられる。基本的には旧来のAmiga 500ベースのゲームが多く、Amiga 1200の性能をフルに活用したゲームはほとんど製作されなかった。当時は既に256色発色の任天堂の16bitゲーム機、Super NESが200ドル以下で発表されていた事もあり、比較するとAmiga 1200専用ゲーム、と言うのは見劣りのするものであった。
第二に、アメリカ国内のAmiga寄りのソフトハウスはほぼ全滅状態であった。Amigaは特にヨーロッパで人気があった為、アメリカ国内でのマーケティングでも欧州産のゲームに頼らなければならなかったことがある。しかしながら、特にイギリスのゲームは90年代にまだ「フロッピーブート」が主流で、全くOSを無視したものであった。これは既にOS経由でゲームをしたり仕事をしたり、と言った事が当たり前になっていたアメリカ人から見て、はなはだ「原始的」な「時代遅れのシステム」に映ることとなる。ライバルのWindowsやMacintosh上でのフロッピーブートのスタイルは90年前後にはほぼ絶滅していたので、フロッピーブートスタイルも併用しているAmiga 1200はマイナス評価とならざるを得なかった。
加えて、アーキテクチャーが一新した事により、過去のソフト資産とのコンパティビリティも取りづらくなっている、と言うのもAmiga 500からAmiga 1200への乗り換えを阻害した要因である。
結局、当初の目論見と異なり、原理的にはAmiga 500の部品数を削減した、より安価なAmiga 600の登場と相まって、エントリーレベルのモデルではなく、当時のアメリカ向けのコモドール製品のマーケティング戦略としてはミッドレンジ向けの製品として路線変更された(ただし、依然とイギリスではAmiga 1200と数本のゲームを同梱した「ゲームパック」を販売パッケージの基本としていた)。

## ライバル機
- ATARI Falcon - ヨーロッパ市場でのライバル機。ヨーロッパ市場でDTMユースに強かったATARI 520STでの経験を生かし、より音楽関係に特化したような設計が成されていて、MC68030搭載、DSP搭載、MIDI端子搭載、と言う機械で性能的にはAmiga 1200より上回っていた部分がある。価格もAmiga 1200より上回っていた。
- 任天堂 Super NES(スーパーファミコンの海外版)
- SEGA GENESIS(メガドライブの海外版)